# Molannodes indubius
Molannodes indubius is een fossiele soort schietmot uit de familie Molannidae.